# Neoconocephalus triops
Neoconocephalus triops är en insektsart som först beskrevs av Carl von Linné 1758.  Neoconocephalus triops ingår i släktet Neoconocephalus och familjen vårtbitare. Inga underarter finns listade i Catalogue of Life.